# Dan Vadis
 (octobre 2020).
Constantine Daniel Vafiadis, né le 3 janvier 1938 à Shanghai (Chine) et mort le 11 juin 1987 à Lancaster (Californie), est un acteur et culturiste américain, connu sous le nom de scène de Dan Vadis.

## Biographie
D'ascendance grecque, Dan Vadis débute comme culturiste puis entame une carrière d'acteur en Italie, dans des péplums et quelques westerns spaghetti principalement. Le premier de ses films italiens (ou en coproduction) est Maciste contre les géants de Michele Lupo (1962), suivi notamment par Spartacus et les Dix Gladiateurs de Nick Nostro et Le Triomphe d'Hercule d'Alberto De Martino (où il tient le rôle-titre), tous deux sortis en 1964. 
Son ultime film italien est Les Sept Gladiateurs de Claudio Fragasso et Bruno Mattei (1983), dernier de ses vingt-quatre films, quatre ans avant sa mort prématurée à 49 ans, en 1987, d'une overdose.
Aux États-Unis, son premier film américain est le western Les Chasseurs de scalps de Sydney Pollack (1968, avec Burt Lancaster). Suivent notamment Les Cordes de la potence d'Andrew V. McLaglen (avec John Wayne) et L'Homme des Hautes Plaines de (et avec) Clint Eastwood, westerns sortis en 1973. Il retrouve Clint Eastwood sur quatre autres films, dont Bronco Billy (1980).
Dan Vadis apparaît aussi à la télévision américaine, dans un téléfilm (1979) et deux séries, Les Mystères de l'Ouest (un épisode, 1965) puis Starsky et Hutch (un épisode, 1978). 

## Filmographie complète

### Cinéma

#### Films italiens
(ou en coproduction)
- 1962 : Maciste contre les géants (Maciste, il gladiatore più forte del mondo) de Michele Lupo : Sidon
- 1962 : Ursus le rebelle (Ursus gladiatore ribelle) de Domenico Paolella : Ursus
- 1963 : Les Dix Gladiateurs (I dieci gladiatori) de Gianfranco Parolini : Roccia
- 1963 : Les Pirates du Mississippi (Die Flußpiraten vom Mississippi) de Jürgen Roland (film franco-italo-allemand) : « Blackfoot »
- 1964 : Hercule l'invincible (Ercole l'invincibile) d'Alvaro Mancori : Hercule
- 1964 : Zorikan lo sterminatore de Roberto Mauri : Zorikan
- 1964 : Le Triomphe des dix mercenaires (Il trionfo dei dieci gladiatori) de Nick Nostro : Roccia
- 1964 : Le Triomphe d'Hercule (Il trionfo di Ercole) de Alberto De Martino : Hercule
- 1965 : Spartacus et les Dix Gladiateurs (Invincibili dieci gladiatori) de Nick Nostro : Roccia
- 1966 : Deguejo (Degueyo) de Giuseppe Vari : Ramon
- 1966 : Chasse à l'homme à Ceylan (Kommissar X – Drei gelbe Katzen) de Rudolf Zehetgruber et Gianfranco Parolini (film franco-italo-autrichien) : King
- 1966 : Trois Cavaliers pour Fort Yuma (Per pochi dollari ancora) de Giorgio Ferroni : Nelson Riggs
- 1967 : Un homme, un cheval et un pistolet (Un uomo, un cavallo, una pistola) de Luigi Vanzi : En Plein
- 1969 : Dieu pardonne à mon pistolet (Dio perdoni la mia pistola) de Mario Gariazzo et Leopoldo Savona : Shérif-adjoint Jason Martin
- 1983 : Les Sept Gladiateurs (I sette magnifici gladiatori) de Claudio Fragasso et Bruno Mattei : Nicerote

#### Films américains
- 1968 : Les Chasseurs de scalps (The Scalphunters) de Sydney Pollack : Yuma
- 1973 : L'Homme des Hautes Plaines (High Plains Drifter) de Clint Eastwood : Dan Carlin
- 1973 : Les Cordes de la potence (Cahill US. Marshal) d'Andrew V. McLaglen : Brownie
- 1977 : Le Bison blanc (The White Buffalo) de J. Lee Thompson : le colosse
- 1977 : L'Épreuve de force (The Gauntlet) de Clint Eastwood : un motard
- 1978 : Doux, Dur et Dingue (Every Which Way But Loose) de James Fargo : Frank
- 1980 : Bronco Billy de Clint Eastwood : Chef « Big Eagle »
- 1980 : Ça va cogner (Any Which Way You Can) de Buddy Van Horn : Frank

### Télévision
- 1965 : Les Mystères de l'Ouest (The Wild Wild West), saison 1, épisode 3 La Nuit de la terreur (The Night the Wizard Shock the Earth) de Bernard L. Kowalski : l'homme de main barbu
- 1978 : Starsky et Hutch (Starksy and Hutch), saison 3, épisode 19 La Cible (Hutchinson for Murder One) : Cardwell
- 1979 : Mister Horn (Mr. Horn) de Jack Starrett (téléfilm) : Gene Laughoff